# Astragalus kashafensis
Astragalus kashafensis es una especie de planta del género Astragalus, de la familia de las leguminosas, orden Fabales.

## Distribución
Astragalus kashafensis se distribuye por Irán.

## Taxonomía
Fue descrita científicamente por D. Podl. Fue publicada en Mitt. Bot. Staatssamml. München 27: 61 (1988).